# 아스널 WFC
아스널 WFC(영어: Arsenal Women Football Club 아스널 위민 풋볼 클럽[*]→아스널 여자 축구단)는 잉글랜드의 여자 축구 클럽이자 아스널 FC 산하 여자 축구 클럽이다. 현재는 FA 여자 슈퍼리그에 참여하고 있다. 1987년에 아스널 FC 산하 아마추어 여자 축구 클럽인 아스널 레이디스 FC(Arsenal Ladies Football Club)로 창단되었으며 2002년에 세미프로 여자 축구 클럽으로 전향했다. 2017년 7월에 지금과 같은 이름으로 변경하였다.
FA 여자 슈퍼리그 2회 우승, FA 여자 프리미어리그 12회 우승, FA 여자컵 14회 우승, FA 여자 리그컵 7회 우승, FA 여자 내셔널리그컵 10회 우승, FA 여자 커뮤니티 실드 5회 우승, UEFA 여자 챔피언스리그 2회 우승을 달성하여 잉글랜드에서 성공한 여자 축구 클럽으로 여겨진다.

## 성적

### 국내 대회
- FA 여자 슈퍼리그: 3회 우승 (2011, 2012, 2018-2019)
- FA 여자 프리미어리그 내셔널 디비전: 12회 우승 (1992-93, 1994-95, 1996-97, 2000-01, 2001-02, 2003-04, 2004-05, 2005-06, 2006-07, 2007-08, 2008-09, 2009-10)
- FA 여자컵: 14회 우승 (1992-93, 1994-95, 1997-98, 1998-99, 2000-01, 2003-04, 2005-06, 2006-07, 2007-08, 2008-09, 2010-11, 2012-13, 2013-14, 2015-16)
- FA 여자 리그컵: 7회 우승 (2011, 2012, 2013, 2015, 2018, 2023, 2024)
- FA 여자 내셔널리그컵: 10회 우승 (1991-92, 1992-93, 1993-94, 1997-98, 1998-99, 1999-2000, 2000-01, 2004-05, 2006-07, 2008-09)
- FA 여자 커뮤니티 실드: 5회 우승 (2000 (공동 우승), 2001, 2005, 2006, 2008)

### 유럽 대회
- UEFA 여자 챔피언스리그: 2회 우승 (2006-07, 2024-25)

## 역대 감독
| 감독          | 임기   |
| ------------- | ------ |
| 케이시 스토니 | 2018 ~ |